# اتروکاتلا تانکرویلی
اتروکاتلا تانکرویلی (انگلیسی: Eutrochatella tankervillii) یک گونه از نرم‌تنان در یک منطقه گرمسیری است.

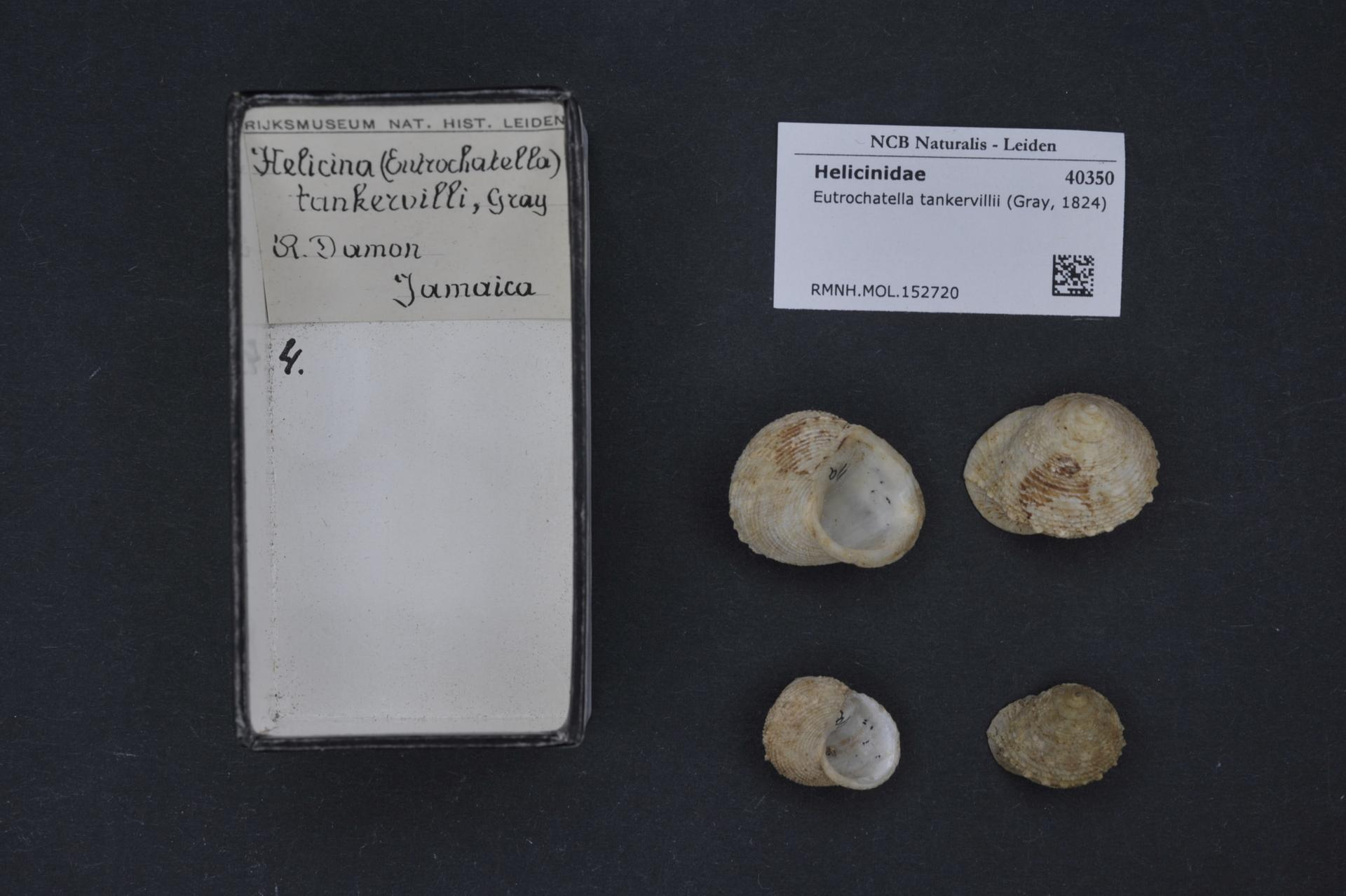
اتروکاتلا تانکرویلی